# Gerberara
× Gerberara, (abreviado Bkch) en el comercio, es un híbrido intergenérico entre los géneros de orquídeas Brassavola × Diacrium × Laelia. Fue publicado en Orchid Rev. 104(1212): 336 (1996).